# Lignes de bus Chrono de Grenoble
Les lignes de bus Chrono de Grenoble constituent une série de lignes que la société publique locale M TAG exploite dans l'agglomération grenobloise.

## Présentation
À la suite de l'expérience réussie de la ligne Chrono CO entre Grenoble et Meylan en janvier 2012, le label « Chrono » est généralisé à l'ensemble des lignes majeures du réseau. Ainsi le 1er septembre 2014, avec l'agrandissement de l'agglomération grenobloise et la mise en service de la ligne E du tramway, la ligne CO devient C1 et cinq autres lignes Chrono sont créées. Ces six lignes disposent d'une offre de transport renforcée caractérisée par, :
- Des itinéraires directs ;
- Une vitesse commerciale élevée grâce à des aménagements tels que des couloirs dédiés et la priorité aux feux ;
- Une fréquence, en semaine, allant de 4 à 10 minutes et de 20 minutes les dimanches et fêtes ;
- Une absence d'horaires spécifiques pour les petites vacances scolaires ;
- Une desserte de soirée jusqu'à 1 heure, analogue à celle de quatre lignes de tramway.

Ces lignes ont remplacé au 1er septembre 2014 tout ou partie de plusieurs lignes régulières préexistantes (entre parenthèses, les numéros adoptés après 2014) outre la ligne CO, prolongée à la cité Jean-Macé à la place de la ligne 34, et renumérotée C1 :
- La ligne 1 (C2) ;
- La ligne 13 (remplacée par la ligne C3 et les lignes « Proximo » 16 et 18) ;
- La ligne 23 et une partie des lignes 34 et 51 (C6) ;
- La ligne 26 (C5) ;
- La ligne 31 (remplacée au sud par la ligne C4, au nord par la « Proximo » 13) ;
- La ligne de soirée Noctibus N4 (C4).

Entre le 29 juin 2014, date de mise en service partielle de la ligne E du tramway entre Grenoble et Saint-Martin-le-Vinoux, et le 13 juillet 2015, date de mise en service complète de la ligne jusqu'au Fontanil-Cornillon, une ligne provisoire nommée E bus assimilable à une ligne Chrono a assuré la desserte, en reprenant la tronçon nord de l'ancienne ligne 1 et du Noctibus N3, tandis que le Noctibus N1 fut remplacé par le prolongement du service de la ligne 1 sur son tronçon sud,,.
Le 29 août 2016, les lignes C2 et C3 sont modifiées de façon importante et, pour la seconde, lors de la refonte de la desserte d'Échirolles, adoptée par le SMTC en comité syndical le 28 avril 2016, : Le nombre d'arrêts de la ligne C2 est réduit passant de 18 à 14, par suppression de deux arrêts et trois fusions d'arrêts. L'objectif est d'optimiser le fonctionnement de la ligne, en réduisant le temps de trajet de deux minutes, ainsi que de préfigurer l'espacement entre deux stations de tramways (480 mètres en moyenne, contre 370 mètres pour une ligne de bus et 325 mètres en moyenne sur la C2 actuellement) ; la ligne C3 est prolongée à Échirolles jusqu'au centre du Graphisme, à proximité de la station de tramway Auguste Delaune de la ligne A du tramway, par le trajet de la ligne « Proximo » 18 qui est supprimée.
En novembre 2016, les lignes C3 et C4 sont les premières lignes de bus de la Sémitag a tester des bus électriques.
Le 3 septembre 2018, une 7e ligne chrono, la C7, s'ajoute au réseau par transformation de la ligne « Proximo » 11, sur le même itinéraire
Le 5 septembre 2020, la ligne C1 est prolongée en dehors du périmètre de transport urbain du SMMAG au rond-point du Pré de l'eau desservant l'A41 à Montbonnot-Saint-Martin. Un pôle d'échanges comprenant un parking couvert de 100 places y est installé afin d'assurer la correspondance avec le réseau de bus TouGo de la communauté de communes du Pays du Grésivaudan.
Le 2 septembre 2024 avec la mise en place du nouveau réseau nommée M réso. Une nouvelle catégorie "Chrono périurbaines" est créée. Plusieurs lignes Chrono vont apparaître et certains modifiés :
- La ligne C6 reprend l'ancienne ligne 12 après Grand'place, son nouveau terminus est Maison Neuves.
- La ligne C7 fait désormais terminus à l'arrêt Henri Wallon.
- La nouvelle C8 reprend une partie de la 12 au centre-ville et des lignes C6 et C7 à Saint-Martin-d'Hères et le campus.
- La nouvelle C9 reprend une partie de l'ancienne ligne M TouGo G2 de Brignoud à Pré de l'Eau. Il est ensuite prolongé jusqu'à Verdun - Préfecture.
- La ligne C10 est créée, reliant Échirolles à Bernin via le campus universitaire.
- Les lignes X01, X02 et X03 du réseau Cars Région Isère deviennent les lignes C11, C12 et C13. D'ailleurs, tous les services de la ligne C12 feront terminus à Goncelin.
- La ligne C14 est créée pour remplacer l'ancienne ligne 26. Sa fréquence et son amplitude évoluent[10].

## Identité visuelle
Le logo Chrono, la livrée extérieure et l'habillage intérieur ont été réalisés par la société Graphibus pour le compte du SMTC. La livrée Chrono est composée de variantes de jaune et d'orange accompagné de noir sur un fond gris.

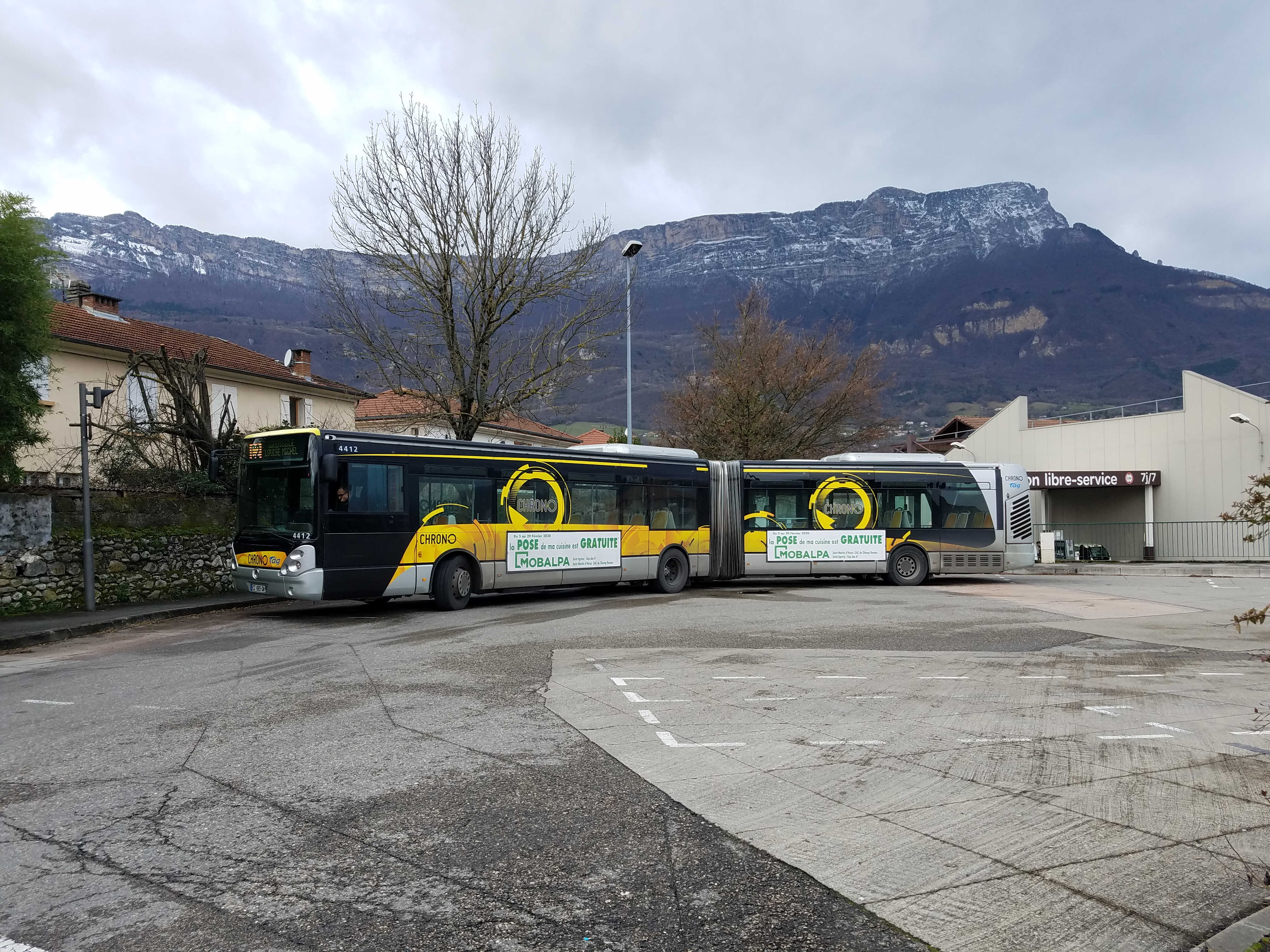
Citelis 18 Chrono, vu à Claix Pont-Rouge, terminus du C2

## Lignes Chrono

### Lignes C1 à C9
| Ligne | Caractéristiques | Caractéristiques                                                                                                 | Caractéristiques                                                                                                 | Caractéristiques                                                                                                 | Caractéristiques                                                                                                 | Caractéristiques                                                                                                 | Caractéristiques                                                                                                 | Caractéristiques                                                                                                 | Caractéristiques                                                                                                 |
| C1    | Grenoble — Cité Jean Macé ⥋ Meylan — Maupertuis / Montbonnot-Saint-Martin — Pré de l'Eau | Grenoble — Cité Jean Macé ⥋ Meylan — Maupertuis / Montbonnot-Saint-Martin — Pré de l'Eau                         | Grenoble — Cité Jean Macé ⥋ Meylan — Maupertuis / Montbonnot-Saint-Martin — Pré de l'Eau                         | Grenoble — Cité Jean Macé ⥋ Meylan — Maupertuis / Montbonnot-Saint-Martin — Pré de l'Eau                         | Grenoble — Cité Jean Macé ⥋ Meylan — Maupertuis / Montbonnot-Saint-Martin — Pré de l'Eau                         | Grenoble — Cité Jean Macé ⥋ Meylan — Maupertuis / Montbonnot-Saint-Martin — Pré de l'Eau                         | Grenoble — Cité Jean Macé ⥋ Meylan — Maupertuis / Montbonnot-Saint-Martin — Pré de l'Eau                         | Grenoble — Cité Jean Macé ⥋ Meylan — Maupertuis / Montbonnot-Saint-Martin — Pré de l'Eau                         | Grenoble — Cité Jean Macé ⥋ Meylan — Maupertuis / Montbonnot-Saint-Martin — Pré de l'Eau                         |
| ----- | --- | --- | --- | --- | --- | --- | --- | --- | --- |
| C1    | Ouverture / Fermeture 1er septembre 2014 / — | Longueur 10 (12,9) km                                                                                            | Durée 30 (37) min                                                                                                | Nb. d’arrêts 22 (28)                                                                                             | Matériel Citelis 18 Citywide LFA GNV MAN Lion's City G CNG                                                       | Jours de fonctionnement L, Ma, Me, J, V, S, D                                                                    | Jour / Soir / Nuit / Fêtes O / O / N / O                                                                         | Voy. / an 2 454 000                                                                                              | Dépôt Sassenage                                                                                                  |
| C1    | Desserte : - Villes et lieux desservis : Grenoble (IUT Grenoble 1), Lycée Champollion, Bibliothèque d'étude, Hôtel de ville, Stade des Alpes), La Tronche, Meylan (Stade des Aiguinards, Piscine des Buclos, Mairie, Hexagone, Maison de la Musique, Inovallée et Gendarmerie) et Montbonnot-Saint-Martin (Inria) - Stations et gares desservies : Gare de Grenoble, Victor Hugo (A, B et D), Chavant (A et C) et Grenoble - Hôtel de Ville (C). | | | | | | | | |
| C1    | Autre : - Arrêt non accessible aux UFR : Aucun. - Amplitudes horaires : La ligne fonctionne du lundi au dimanche de 5 h 30 à 1 h 15 environ. - Particularités : En journée du lundi au vendredi, les deux branches sont desservies à raison d'un bus sur deux par branche. La branche en direction de Montbonnot-Saint-Martin n'est pas desservi en soirée et les week-end et jours fériées. - Date de dernière mise à jour : 16 février 2025. | | | | | | | | |
| C1    | Dernière actualisation : — | | | | | | | | |
| C2    | Grenoble — Louise Michel ⥋ Claix — Pont Rouge | Grenoble — Louise Michel ⥋ Claix — Pont Rouge                                                                    | Grenoble — Louise Michel ⥋ Claix — Pont Rouge                                                                    | Grenoble — Louise Michel ⥋ Claix — Pont Rouge                                                                    | Grenoble — Louise Michel ⥋ Claix — Pont Rouge                                                                    | Grenoble — Louise Michel ⥋ Claix — Pont Rouge                                                                    | Grenoble — Louise Michel ⥋ Claix — Pont Rouge                                                                    | Grenoble — Louise Michel ⥋ Claix — Pont Rouge                                                                    | Grenoble — Louise Michel ⥋ Claix — Pont Rouge                                                                    |
| C2    | Ouverture / Fermeture 1er septembre 2014 / — | Longueur 6 km | Durée 15 min | Nb. d’arrêts 14                                                                                                  | Matériel Citelis 18 Citywide LFA GNV MAN Lion's City G CNG (En soirée : Standards)                               | Jours de fonctionnement L, Ma, Me, J, V, S, D                                                                    | Jour / Soir / Nuit / Fêtes O / O / N / O                                                                         | Voy. / an 2 489 000                                                                                              | Dépôt Sassenage                                                                                                  |
| C2    | Desserte : - Villes et lieux desservis : Grenoble (Stade Lesdiguières), Échirolles (Mairie annexe, Auberge de jeunesse), Pont-de-Claix (École de musique Jean Wiener, Flottibulle Centre nautique, Mairie) et Claix - Stations et gares desservies : Louise Michel (E), Pont-de-Claix - L'Étoile (A) et Gare de Pont-de-Claix | | | | | | | | |
| C2    | Autre : - Arrêt non accessible aux UFR : Aucun. - Amplitudes horaires : La ligne fonctionne du lundi au samedi de 5 h 15 à 0 h 50 et les dimanches et fêtes à partir de 5 h 55 environ. - Date de dernière mise à jour : 16 février 2025. | | | | | | | | |
| C2    | Dernière actualisation : — | | | | | | | | |
| C3    | Échirolles — Centre du graphisme ⥋ Grenoble — Victor Hugo | Échirolles — Centre du graphisme ⥋ Grenoble — Victor Hugo                                                        | Échirolles — Centre du graphisme ⥋ Grenoble — Victor Hugo                                                        | Échirolles — Centre du graphisme ⥋ Grenoble — Victor Hugo                                                        | Échirolles — Centre du graphisme ⥋ Grenoble — Victor Hugo                                                        | Échirolles — Centre du graphisme ⥋ Grenoble — Victor Hugo                                                        | Échirolles — Centre du graphisme ⥋ Grenoble — Victor Hugo                                                        | Échirolles — Centre du graphisme ⥋ Grenoble — Victor Hugo                                                        | Échirolles — Centre du graphisme ⥋ Grenoble — Victor Hugo                                                        |
| C3    | Ouverture / Fermeture 1er septembre 2014 / — | Longueur 7 km | Durée 33 min | Nb. d’arrêts 23                                                                                                  | Matériel Urbanway 12 Hybride Heuliez GX 337 ELEC                                                                 | Jours de fonctionnement L, Ma, Me, J, V, S, D                                                                    | Jour / Soir / Nuit / Fêtes O / O / N / O                                                                         | Voy. / an 2 645 000                                                                                              | Dépôt Eybens |
| C3    | Desserte : - Villes et lieux desservis : Échirolles (Hôpital Sud), Eybens et Grenoble (Alpexpo, Patinoire Polesud, Piscine Les Dauphins, Lycée Clos d'Or, Lycée Les Charmilles, Centre commercial de la caserne de Bonne) - Stations et gares desservies : Grand'Place (A), Foch - Ferrié (C) et Victor Hugo (A, B et D). | | | | | | | | |
| C3    | Autre : - Arrêt non accessible aux UFR : Aucun. - Amplitudes horaires : La ligne fonctionne du lundi au samedi de 5 h 20 à 1 h 20 et les dimanches et fêtes à partir de 6 h 5 environ. - Particularités : Exploitation combinée avec la ligne C4. - Date de dernière mise à jour : 1er septembre 2024. | | | | | | | | |
| C3    | Dernière actualisation : — | | | | | | | | |
| C4    | Eybens — Le Verderet ⥋ Grenoble — Victor Hugo | Eybens — Le Verderet ⥋ Grenoble — Victor Hugo                                                                    | Eybens — Le Verderet ⥋ Grenoble — Victor Hugo                                                                    | Eybens — Le Verderet ⥋ Grenoble — Victor Hugo                                                                    | Eybens — Le Verderet ⥋ Grenoble — Victor Hugo                                                                    | Eybens — Le Verderet ⥋ Grenoble — Victor Hugo                                                                    | Eybens — Le Verderet ⥋ Grenoble — Victor Hugo                                                                    | Eybens — Le Verderet ⥋ Grenoble — Victor Hugo                                                                    | Eybens — Le Verderet ⥋ Grenoble — Victor Hugo                                                                    |
| C4    | Ouverture / Fermeture 1er septembre 2014 / — | Longueur 6 km | Durée 19 min | Nb. d’arrêts 17                                                                                                  | Matériel Urbanway 12 Hybride Heuliez GX 337 ELEC                                                                 | Jours de fonctionnement L, Ma, Me, J, V, S, D                                                                    | Jour / Soir / Nuit / Fêtes O / O / N / O                                                                         | Voy. / an 1 808 000                                                                                              | Dépôt Eybens |
| C4    | Desserte : - Villes et lieux desservis : Eybens (Mairie, l'Odyssée Amphithéâtre) et Grenoble (Collège Charles-Munch, Hôtel de ville, Bibliothèque d'étude, Lycée Champollion) - Stations et gares desservies : Chavant (A et C) et Victor Hugo (A, B et D). | | | | | | | | |
| C4    | Autre : - Arrêt non accessible aux UFR : Aucun. - Amplitudes horaires : La ligne fonctionne du lundi au samedi de 5 h 30 à 1 h 15 et les dimanches et fêtes à partir de 6 h environ. - Particularités : Exploitation combinée avec la ligne C3. - Date de dernière mise à jour : 1er septembre 2024. | | | | | | | | |
| C4    | Dernière actualisation : — | | | | | | | | |
| C5    | Gières — Université - Biologie ⥋ Grenoble — Palais de Justice - Gare | Gières — Université - Biologie ⥋ Grenoble — Palais de Justice - Gare                                             | Gières — Université - Biologie ⥋ Grenoble — Palais de Justice - Gare                                             | Gières — Université - Biologie ⥋ Grenoble — Palais de Justice - Gare                                             | Gières — Université - Biologie ⥋ Grenoble — Palais de Justice - Gare                                             | Gières — Université - Biologie ⥋ Grenoble — Palais de Justice - Gare                                             | Gières — Université - Biologie ⥋ Grenoble — Palais de Justice - Gare                                             | Gières — Université - Biologie ⥋ Grenoble — Palais de Justice - Gare                                             | Gières — Université - Biologie ⥋ Grenoble — Palais de Justice - Gare                                             |
| C5    | Ouverture / Fermeture 1er septembre 2014 / — | Longueur 11,5 km                                                                                                 | Durée 45 min | Nb. d’arrêts 29                                                                                                  | Matériel Citelis 18 Citywide LF GNV MAN Lion's City G CNG (En soirée : Standards)                                | Jours de fonctionnement L, Ma, Me, J, V, S, D                                                                    | Jour / Soir / Nuit / Fêtes O / O / N / O                                                                         | Voy. / an 3 091 000                                                                                              | Dépôt Sassenage                                                                                                  |
| C5    | Desserte : - Villes et lieux desservis : Gières (Université-Biologie), Saint-Martin-d'Hères (Bibliothèque universitaire, archives départementales de l'Isère, Champ-Roman, Clinique Belledonne, Neyrpic, Collège Édouard-Vaillant, Collège Vercors, Lycée André-Argouges) et Grenoble (CPAM, Lycée Clos d'Or, Marché d'intérêt national, Lycée Vaucanson, Hôtel des finances, Centre national d'art contemporain, La Belle Électrique, Théâtre 145, Théâtre de Création, Clinatec, Palais de justice) - Stations et gares desservies : Université - Bibliothèques (B et C), Neyrpic - Belledonne (C et D), Édouard Vaillant (D), Malherbe (A), Alliés (E), Vallier - Catane (C), Berriat - Le Magasin (A), Palais de Justice - Gare (B) et la Gare de Grenoble. | | | | | | | | |
| C5    | Autre : - Arrêt non accessible aux UFR : Aucun. - Amplitudes horaires : La ligne fonctionne du lundi au samedi de 5 h 30 à 1 h 35 et les dimanches et fêtes à partir de 6 h environ. - Date de dernière mise à jour : 16 février 2025. | | | | | | | | |
| C5    | Dernière actualisation : — | | | | | | | | |
| C6    | Eybens — Maison Neuves ⥋ Grenoble — Oxford | Eybens — Maison Neuves ⥋ Grenoble — Oxford                                                                       | Eybens — Maison Neuves ⥋ Grenoble — Oxford                                                                       | Eybens — Maison Neuves ⥋ Grenoble — Oxford                                                                       | Eybens — Maison Neuves ⥋ Grenoble — Oxford                                                                       | Eybens — Maison Neuves ⥋ Grenoble — Oxford                                                                       | Eybens — Maison Neuves ⥋ Grenoble — Oxford                                                                       | Eybens — Maison Neuves ⥋ Grenoble — Oxford                                                                       | Eybens — Maison Neuves ⥋ Grenoble — Oxford                                                                       |
| C6    | Ouverture / Fermeture 1er septembre 2014 / — | Longueur ? km | Durée 48 min | Nb. d’arrêts 29                                                                                                  | Matériel Citywide LF GNV I et II                                                                                 | Jours de fonctionnement L, Ma, Me, J, V, S, D                                                                    | Jour / Soir / Nuit / Fêtes O / O / N / O                                                                         | Voy. / an 2 366 000                                                                                              | Dépôt Sassenage                                                                                                  |
| C6    | Desserte : - Villes et lieux desservis : Grenoble (Patinoire Pôle Sud, Piscine Les Dauphins, Stade Lesdiguières, Presqu'île, Polygone Scientifique), Seyssins (Centre commercial Rondeau), Seyssinet-Pariset (Hôtel de Ville, Lycée Aristide-Bergès), Fontaine (Gymnase R. Vial) et Sassenage - Stations et gares desservies : Grand'Place (A), Le Prisme (C), Grand Pré (C), Seyssinet-Pariset - Hôtel de Ville (C), Louis Maisonnat (A) et Oxford (B). | | | | | | | | |
| C6    | Autre : - Arrêt non accessible aux UFR : Aucun. - Amplitudes horaires : La ligne fonctionne du lundi au vendredi de 5 h 15 à 1 h 30, le samedi à partir de 5 h 30 et les dimanches et fêtes à partir de 6 h environ. - Historique : La ligne C6 allait jusqu'à Henri Wallon. Son nouveau terminus est Maison Neuves de l'ancienne ligne 12. Son ancien tracé est repris par la ligne C8. - Date de dernière mise à jour : 1er septembre 2024. | | | | | | | | |
| C6    | Dernière actualisation : — | | | | | | | | |
| C7    | Échirolles — Comboire ⥋ Saint-Martin-d'Hères — Henri Wallon | Échirolles — Comboire ⥋ Saint-Martin-d'Hères — Henri Wallon                                                      | Échirolles — Comboire ⥋ Saint-Martin-d'Hères — Henri Wallon                                                      | Échirolles — Comboire ⥋ Saint-Martin-d'Hères — Henri Wallon                                                      | Échirolles — Comboire ⥋ Saint-Martin-d'Hères — Henri Wallon                                                      | Échirolles — Comboire ⥋ Saint-Martin-d'Hères — Henri Wallon                                                      | Échirolles — Comboire ⥋ Saint-Martin-d'Hères — Henri Wallon                                                      | Échirolles — Comboire ⥋ Saint-Martin-d'Hères — Henri Wallon                                                      | Échirolles — Comboire ⥋ Saint-Martin-d'Hères — Henri Wallon                                                      |
| C7    | Ouverture / Fermeture 3 septembre 2018 / — | Longueur — | Durée 38 min | Nb. d’arrêts 29                                                                                                  | Matériel Iveco Urbanway 12 Hybrid Heuliez GX 337 ELEC                                                            | Jours de fonctionnement L, Ma, Me, J, V, S, D                                                                    | Jour / Soir / Nuit / Fêtes O / O / N / O                                                                         | Voy. / an 2 560 000                                                                                              | Dépôt Eybens |
| C7    | Desserte : - Villes et lieux desservis : Échirolles (Musée Géo-Charles, Stade nautique, Mairie, Collège Louis-Lumière, Clinique des Cèdres, Hôpital Sud), Eybens (L'Odyssée Amphitéâtre), Poisat (Mairie, Centre socio-culturel), Saint-Martin-d'Hères (Village, Lycée Pablo-Neruda, Collège Henri-Wallon). - Stations et gares desservies : La Rampe - Centre ville (A), Étienne Grappe (D). | | | | | | | | |
| C7    | Autre : - Arrêt non accessible aux UFR : Aucun. - Amplitudes horaires : La ligne fonctionne du lundi au samedi de 5 h 30 à 1 h 30 et les dimanches et fêtes à partir de 6 h environ. - Historique : La ligne C7 allait jusqu'au campus universitaire. Il fait terminus à Henri Wallon désormais, son ancien tracé étant repris par la ligne C8. - Date de dernière mise à jour : 1er septembre 2024. | | | | | | | | |
| C7    | Dernière actualisation : — | | | | | | | | |
| C8    | Grenoble — Victor Hugo - Belgrade ⥋ Gières — Université - Biologie / Université — IUT - STAPS du lundi au samedi | Grenoble — Victor Hugo - Belgrade ⥋ Gières — Université - Biologie / Université — IUT - STAPS du lundi au samedi | Grenoble — Victor Hugo - Belgrade ⥋ Gières — Université - Biologie / Université — IUT - STAPS du lundi au samedi | Grenoble — Victor Hugo - Belgrade ⥋ Gières — Université - Biologie / Université — IUT - STAPS du lundi au samedi | Grenoble — Victor Hugo - Belgrade ⥋ Gières — Université - Biologie / Université — IUT - STAPS du lundi au samedi | Grenoble — Victor Hugo - Belgrade ⥋ Gières — Université - Biologie / Université — IUT - STAPS du lundi au samedi | Grenoble — Victor Hugo - Belgrade ⥋ Gières — Université - Biologie / Université — IUT - STAPS du lundi au samedi | Grenoble — Victor Hugo - Belgrade ⥋ Gières — Université - Biologie / Université — IUT - STAPS du lundi au samedi | Grenoble — Victor Hugo - Belgrade ⥋ Gières — Université - Biologie / Université — IUT - STAPS du lundi au samedi |
| C8    | Ouverture / Fermeture 2 septembre 2024 / — | Longueur 13,9 km                                                                                                 | Durée 60 min | Nb. d’arrêts 41                                                                                                  | Matériel Citywide LF GNV I et II                                                                                 | Jours de fonctionnement L, Ma, Me, J, V, S, D                                                                    | Jour / Soir / Nuit / Fêtes O / O / N / O                                                                         | Voy. / an — | Dépôt Sassenage                                                                                                  |
| C8    | Desserte : - Villes et lieux desservis : Grenoble, Eybens, Saint-Martin-d'Hères et Gières - Stations et gares desservies : Victor Hugo (A, B et D), Estacade - Condorcet (E) Vallier - Docteur Calmette (C),Grand'place (A), Étienne Grappe (D),. | | | | | | | | |
| C8    | Autre : - Arrêt non accessible aux UFR : Aucun. - Amplitudes horaires : 5h30 et 0h - Date de dernière mise à jour : 1er septembre 2024. | | | | | | | | |
| C8    | Dernière actualisation : — | | | | | | | | |
| C9    | Grenoble — Verdun - Préfecture ⥋ Brignoud — Gare SNCF | Grenoble — Verdun - Préfecture ⥋ Brignoud — Gare SNCF                                                            | Grenoble — Verdun - Préfecture ⥋ Brignoud — Gare SNCF                                                            | Grenoble — Verdun - Préfecture ⥋ Brignoud — Gare SNCF                                                            | Grenoble — Verdun - Préfecture ⥋ Brignoud — Gare SNCF                                                            | Grenoble — Verdun - Préfecture ⥋ Brignoud — Gare SNCF                                                            | Grenoble — Verdun - Préfecture ⥋ Brignoud — Gare SNCF                                                            | Grenoble — Verdun - Préfecture ⥋ Brignoud — Gare SNCF                                                            | Grenoble — Verdun - Préfecture ⥋ Brignoud — Gare SNCF                                                            |
| C9    | Ouverture / Fermeture 2 septembre 2024 / — | Longueur — | Durée — | Nb. d’arrêts —                                                                                                   | Matériel Iveco Crossway LE Line Irisbus Crossway LE Line                                                         | Jours de fonctionnement L, Ma, Me, J, V, S                                                                       | Jour / Soir / Nuit / Fêtes O / O / N / N                                                                         | Voy. / an — | Dépôt Philibert Transport (Domène)                                                                               |
| C9    | Desserte : - Villes et lieux desservis : Grenoble (Hôtel de Ville), La Tronche, Montbonnot-Saint-Martin (Pôle d'échange Pré de l'Eau, STMicroelectronics), Domène, Le Versoud, Villard-Bonnot et Brignoud - Stations et gares desservies : Verdun - Préfecture (A), Gare de Brignoud | | | | | | | | |
| C9    | Autre : - Arrêt non accessible aux UFR : - Amplitudes horaires : La ligne circule du lundi au samedi de 6 h 0 à 22 h 0. La C9 circule toutes les 20 à 30 minutes en heure de pointe en semaine et toutes les heures les samedis. - Historique : Cette ligne reprend le tracé de l'ancienne ligne G2 du réseau M TouGo de Brignoud à Pré de l'Eau, avec une prolongation jusqu'à Grenoble. - Date de dernière mise à jour : 1er septembre 2024. | | | | | | | | |
| C9    | Dernière actualisation : — | | | | | | | | |

### Lignes C10 à C14
| Ligne | Caractéristiques | Caractéristiques                                                                   | Caractéristiques                                                                   | Caractéristiques                                                                   | Caractéristiques                                                                   | Caractéristiques                                                                   | Caractéristiques                                                                   | Caractéristiques                                                                   | Caractéristiques                                                                   |
| C10   | Échirolles — Marie Curie ⥋ Bernin — Cloyères | Échirolles — Marie Curie ⥋ Bernin — Cloyères                                       | Échirolles — Marie Curie ⥋ Bernin — Cloyères                                       | Échirolles — Marie Curie ⥋ Bernin — Cloyères                                       | Échirolles — Marie Curie ⥋ Bernin — Cloyères                                       | Échirolles — Marie Curie ⥋ Bernin — Cloyères                                       | Échirolles — Marie Curie ⥋ Bernin — Cloyères                                       | Échirolles — Marie Curie ⥋ Bernin — Cloyères                                       | Échirolles — Marie Curie ⥋ Bernin — Cloyères                                       |
| ----- | --- | ---------------------------------------------------------------------------------- | ---------------------------------------------------------------------------------- | ---------------------------------------------------------------------------------- | ---------------------------------------------------------------------------------- | ---------------------------------------------------------------------------------- | ---------------------------------------------------------------------------------- | ---------------------------------------------------------------------------------- | ---------------------------------------------------------------------------------- |
| C10   | Ouverture / Fermeture 2 septembre 2024 / — | Longueur —                                                                         | Durée —                                                                            | Nb. d’arrêts —                                                                     | Matériel —                                                                         | Jours de fonctionnement L, Ma, Me, J, V, S                                         | Jour / Soir / Nuit / Fêtes O / O / N / N                                           | Voy. / an —                                                                        | Dépôt Pont de Claix (Perraud Voyages)                                              |
| C10   | Desserte : - Villes et lieux desservis : Bernin, Crolles, Saint-Nazaire-les-Eymes, Saint-Ismier, Biviers, Montbonnot-Saint-Martin, Meylan, Saint-Martin-d'Hères, Gières (Université Grenoble-Alpes) et Échirolles (La Rampe) - Stations et gares desservies : La Rampe - Centre Ville (A), Universités - Bibliothèques (B, C). |                                                                                    |                                                                                    |                                                                                    |                                                                                    |                                                                                    |                                                                                    |                                                                                    |                                                                                    |
| C10   | Autre : - Arrêt non accessible aux UFR : - Amplitudes horaires : La ligne circule du lundi au samedi de 6 h 0 à 22 h 0, avec une circulation toutes les 15 à 30 minutes en semaines, et un bus toutes les 75 min les samedis. - Particularités : Cette ligne reprend une partie de l'ancien tracé de la ligne Cars Région T81, et est prolongée vers Échirolles et le campus. - Date de dernière mise à jour : 1er septembre 2024. |                                                                                    |                                                                                    |                                                                                    |                                                                                    |                                                                                    |                                                                                    |                                                                                    |                                                                                    |
| C10   | Dernière actualisation : — |                                                                                    |                                                                                    |                                                                                    |                                                                                    |                                                                                    |                                                                                    |                                                                                    |                                                                                    |
| C11   | Voiron — Gare Routière Sud / Grenoble — Gare routière ⥋ Lumbin — Long Prés | Voiron — Gare Routière Sud / Grenoble — Gare routière ⥋ Lumbin — Long Prés         | Voiron — Gare Routière Sud / Grenoble — Gare routière ⥋ Lumbin — Long Prés         | Voiron — Gare Routière Sud / Grenoble — Gare routière ⥋ Lumbin — Long Prés         | Voiron — Gare Routière Sud / Grenoble — Gare routière ⥋ Lumbin — Long Prés         | Voiron — Gare Routière Sud / Grenoble — Gare routière ⥋ Lumbin — Long Prés         | Voiron — Gare Routière Sud / Grenoble — Gare routière ⥋ Lumbin — Long Prés         | Voiron — Gare Routière Sud / Grenoble — Gare routière ⥋ Lumbin — Long Prés         | Voiron — Gare Routière Sud / Grenoble — Gare routière ⥋ Lumbin — Long Prés         |
| C11   | Ouverture / Fermeture 2 septembre 2024 / — | Longueur —                                                                         | Durée 83 min                                                                       | Nb. d’arrêts 24                                                                    | Matériel Iveco Bus Crossway Pop NP                                                 | Jours de fonctionnement L, Ma, Me, J, V, S                                         | Jour / Soir / Nuit / Fêtes O / O / N / N                                           | Voy. / an —                                                                        | Dépôt Goncelin Voreppe (Keolis Porte des Alpes)                                    |
| C11   | Desserte : - Villes et lieux desservis : Voiron, Coublevie, La Buisse, Saint-Égrève, Grenoble, La Tronche, Montbonnot-Saint-Martin, Bernin, Crolles et Lumbin - Stations et gares desservies : Gare de Voiron, Oxford (B), Marie-Louise Paris - CEA (B), Gare de Grenoble, Victor Hugo (A et B), Chavant (A et C), Hôtel de Ville (C) et Sablons (B). |                                                                                    |                                                                                    |                                                                                    |                                                                                    |                                                                                    |                                                                                    |                                                                                    |                                                                                    |
| C11   | Autre : - Arrêts non accessibles aux UFR : Le Gay Giratoire, Centre'Alp 2, San Marino Barrage, Durand Savoyat, Cloyères, Teissière, La Croix des Ayes, Crolles Mairie, Montfort Funiculaire. - Amplitudes horaires : La ligne fonctionne du lundi au jeudi de 3 h 39 à 23 h 9, le vendredi jusqu'à 0 h 9 et le samedi de 3 h 49 à 21 h 54. - Particularités : Cette ligne est une renumérotation de l'ancienne ligne X01, auparavant délégué à la région Auvergne-Rhône-Alpes. - Date de dernière mise à jour : 1er septembre 2024.                                                                                       |                                                                                    |                                                                                    |                                                                                    |                                                                                    |                                                                                    |                                                                                    |                                                                                    |                                                                                    |
| C11   | Dernière actualisation : — |                                                                                    |                                                                                    |                                                                                    |                                                                                    |                                                                                    |                                                                                    |                                                                                    |                                                                                    |
| C12   | Voiron — Champfeuillet / Grenoble — Gare routière ⥋ Goncelin — Gare | Voiron — Champfeuillet / Grenoble — Gare routière ⥋ Goncelin — Gare                | Voiron — Champfeuillet / Grenoble — Gare routière ⥋ Goncelin — Gare                | Voiron — Champfeuillet / Grenoble — Gare routière ⥋ Goncelin — Gare                | Voiron — Champfeuillet / Grenoble — Gare routière ⥋ Goncelin — Gare                | Voiron — Champfeuillet / Grenoble — Gare routière ⥋ Goncelin — Gare                | Voiron — Champfeuillet / Grenoble — Gare routière ⥋ Goncelin — Gare                | Voiron — Champfeuillet / Grenoble — Gare routière ⥋ Goncelin — Gare                | Voiron — Champfeuillet / Grenoble — Gare routière ⥋ Goncelin — Gare                |
| C12   | Ouverture / Fermeture 2 septembre 2024 / — | Longueur —                                                                         | Durée 97 min                                                                       | Nb. d’arrêts 40                                                                    | Matériel Iveco Bus Crossway Pop NP                                                 | Jours de fonctionnement L, Ma, Me, J, V, S                                         | Jour / Soir / Nuit / Fêtes O / N / N / N                                           | Voy. / an —                                                                        | Dépôt Goncelin Voreppe (Keolis Porte des Alpes)                                    |
| C12   | Desserte : - Villes et lieux desservis : Voiron, Saint-Égrève, Grenoble (Gare de Grenoble, Hôtel de Ville), La Tronche, Montbonnot-Saint-Martin, Domène, Le Versoud, Villard-Bonnot (Gare de Lancey, Mairie, Lycée Marie Reynoard), Froges, Le Champ-près-Froges, La Pierre, Tencin et Goncelin (Collège Icare, Gare de Goncelin). - Stations et gares desservies : Oxford (B), Marie-Louise Paris - CEA (B), Gare de Grenoble, Victor Hugo (A et B), Chavant (A et C), Grenoble - Hôtel de Ville (C), Sablons (B), Gare de Lancey, Gare de Brignoud et Gare de Goncelin.                                                 |                                                                                    |                                                                                    |                                                                                    |                                                                                    |                                                                                    |                                                                                    |                                                                                    |                                                                                    |
| C12   | Autre : - Arrêts non accessibles aux UFR : Champfeuillet, San Marino Barrage, Durand Savoyat, Le Versoud - La Place, Pont du Pruney, Cité Nouvelle, Lancey, Villard-Bonnot - La Mairie, Église (Gendarmerie), Brignoud Place, Z.A. des 7 Laux, Grandes Terres, Villard Bozon, Goncelin - La Gare. - Amplitudes horaires : La ligne fonctionne du lundi au vendredi de 5 h 30 à 20 h 50 et le samedi de 6 h 15 à 20 h 40 environ. - Particularités : Cette ligne est une renumérotation de l'ancienne ligne X02 qui est prolongé de manière permanente vers Goncelin. - Date de dernière mise à jour : 1er septembre 2024. |                                                                                    |                                                                                    |                                                                                    |                                                                                    |                                                                                    |                                                                                    |                                                                                    |                                                                                    |
| C12   | Dernière actualisation : — |                                                                                    |                                                                                    |                                                                                    |                                                                                    |                                                                                    |                                                                                    |                                                                                    |                                                                                    |
| C13   | Vizille — Chantefeuille ⥋ Voreppe — Gare SNCF / Grenoble — Gare routière | Vizille — Chantefeuille ⥋ Voreppe — Gare SNCF / Grenoble — Gare routière           | Vizille — Chantefeuille ⥋ Voreppe — Gare SNCF / Grenoble — Gare routière           | Vizille — Chantefeuille ⥋ Voreppe — Gare SNCF / Grenoble — Gare routière           | Vizille — Chantefeuille ⥋ Voreppe — Gare SNCF / Grenoble — Gare routière           | Vizille — Chantefeuille ⥋ Voreppe — Gare SNCF / Grenoble — Gare routière           | Vizille — Chantefeuille ⥋ Voreppe — Gare SNCF / Grenoble — Gare routière           | Vizille — Chantefeuille ⥋ Voreppe — Gare SNCF / Grenoble — Gare routière           | Vizille — Chantefeuille ⥋ Voreppe — Gare SNCF / Grenoble — Gare routière           |
| C13   | Ouverture / Fermeture 2 septembre 2024 / — | Longueur —                                                                         | Durée 85 / 51 min                                                                  | Nb. d’arrêts 36                                                                    | Matériel Iveco Bus Crossway Line NP                                                | Jours de fonctionnement L, Ma, Me, J, V, S, D                                      | Jour / Soir / Nuit / Fêtes O / N / N / O                                           | Voy. / an —                                                                        | Dépôt Vizille Saint-Égrève (VFD)                                                   |
| C13   | Desserte : - Villes et lieux desservis : Vizille, Jarrie, Champagnier, Pont-de-Claix, Échirolles, Grenoble, Saint-Égrève, Fontanil-Cornillon, Voreppe - Stations et gares desservies : Gare de Jarrie - Vizille, Pont de Claix - L'Étoile (A), Louise Michel (E), Alliés (E), Vallier-Libération (C et E), Alsace-Lorraine (A, B et E), Gare de Grenoble, Marie-Louise Paris - CEA (B), Oxford (B), Palluel (E), Gare de Voreppe. |                                                                                    |                                                                                    |                                                                                    |                                                                                    |                                                                                    |                                                                                    |                                                                                    |                                                                                    |
| C13   | Autre : - Arrêts non accessibles aux UFR : Vizille - L'Alliance, Jarrie - La Gare-RN85, Pont de Champ, Saut du Moine, Beau Site, Pont-de-Claix - Mairie, Durand Savoyat, San Marino Barrage, Palluel, La Verronière. - Amplitudes horaires : La ligne fonctionne du lundi au vendredi de 6 h 15 à 20 h 30, le samedi de 6 h 45 à 20 h 45 et les dimanches et fêtes à raison de six allers-retours par jour limité entre Grenoble et Vizille. - Particularités : Cette ligne est une renumérotation de l'ancienne ligne X03. - Date de dernière mise à jour : 1er septembre 2024.                                          |                                                                                    |                                                                                    |                                                                                    |                                                                                    |                                                                                    |                                                                                    |                                                                                    |                                                                                    |
| C13   | Dernière actualisation : — |                                                                                    |                                                                                    |                                                                                    |                                                                                    |                                                                                    |                                                                                    |                                                                                    |                                                                                    |
| C14   | Grenoble — Gare Routière ⥋ Saint-Georges-de-Commiers — Gare / Le Gua Les Saillants | Grenoble — Gare Routière ⥋ Saint-Georges-de-Commiers — Gare / Le Gua Les Saillants | Grenoble — Gare Routière ⥋ Saint-Georges-de-Commiers — Gare / Le Gua Les Saillants | Grenoble — Gare Routière ⥋ Saint-Georges-de-Commiers — Gare / Le Gua Les Saillants | Grenoble — Gare Routière ⥋ Saint-Georges-de-Commiers — Gare / Le Gua Les Saillants | Grenoble — Gare Routière ⥋ Saint-Georges-de-Commiers — Gare / Le Gua Les Saillants | Grenoble — Gare Routière ⥋ Saint-Georges-de-Commiers — Gare / Le Gua Les Saillants | Grenoble — Gare Routière ⥋ Saint-Georges-de-Commiers — Gare / Le Gua Les Saillants | Grenoble — Gare Routière ⥋ Saint-Georges-de-Commiers — Gare / Le Gua Les Saillants |
| C14   | Ouverture / Fermeture 2 septembre 2024 / — | Longueur —                                                                         | Durée 47 / 49 min                                                                  | Nb. d’arrêts 20 / 25                                                               | Matériel Iveco Crossway LE Line NP Iveco Crossway LE Line Hybrid                   | Jours de fonctionnement L, Ma, Me, J, V, S, D                                      | Jour / Soir / Nuit / Fêtes O / O / N / O                                           | Voy. / an —                                                                        | Dépôt Champ-sur-Drac (Faure Vercors) Pont-de-Claix (Perraud Voyages)               |
| C14   | Desserte : - Villes et lieux desservis : Grenoble, Varces-Allières-et-Risset, Vif, Saint-Georges-de-Commiers et Le Gua - Stations et gares desservies : Gares (A, B, D), Vallier - Libération (C, E), Vallier - Catane (C). |                                                                                    |                                                                                    |                                                                                    |                                                                                    |                                                                                    |                                                                                    |                                                                                    |                                                                                    |
| C14   | Autre : - Arrêt non accessible aux UFR : Le Pont de Genevrey, L'Usine Nord, Le Chalet, La Cime du Bourg, Vif Gare, Les Garcins et Pélissière. - Amplitudes horaires : La ligne fonctionne en semaine de 5h30 à 22h avec une fréquence de 15 à 30 minutes (30 à 60 min pour chaque branches), les samedi de 6h à 22h avec une fréquence de toutes les heures entre Grenoble et Le Gua les Saillants. - Particularités : La ligne C14 est l'ancienne ligne Proximo 26, renommé en raison de la modification de l'offre (plus fréquente et plus tard le soir). - Date de dernière mise à jour : 1er septembre 2024.          |                                                                                    |                                                                                    |                                                                                    |                                                                                    |                                                                                    |                                                                                    |                                                                                    |                                                                                    |
| C14   | Dernière actualisation : — |                                                                                    |                                                                                    |                                                                                    |                                                                                    |                                                                                    |                                                                                    |                                                                                    |                                                                                    |